# IJsselvliedt

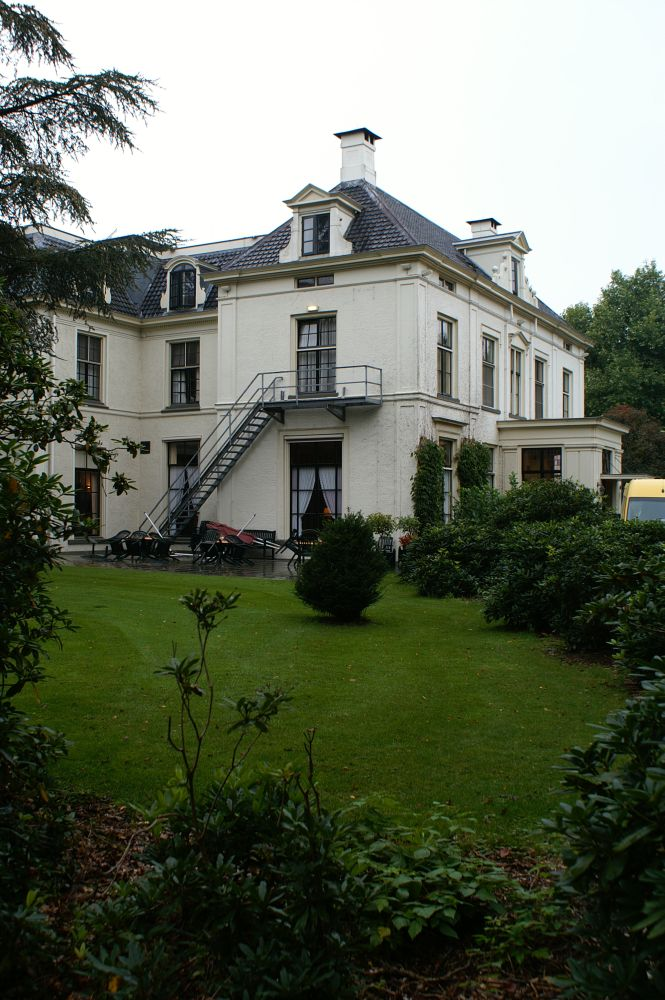
Landgoed IJsselvliedt in Wezep.

IJsselvliedt is een Nederlands landgoed, in Wezep aan de noordelijke rand van de Veluwe, gelegen tussen Hattemerbroek en 't Loo, nabij de stad Zwolle aan de rivier de IJssel,  in de provincie Gelderland.

## Opzet en situering
Het landgoed IJsselvliedt wordt voornamelijk gevormd door een hoofdgebouw met tuin, een koetshuis, een poort- of tuinmanswoning, een sterrenbos, een arboretum en pinetum, een duiventil en een mausoleum. Het hoofdgebouw en de poort- of tuinmanswoning staan pal aan de ervoor liggende provinciale weg, waarvandaan beide gebouwen goed te zien zijn. De toegangspoort ligt tussen de beide gebouwen in en vormt tevens de toegang tot een brede door bomen omzoomde laan, de IJsselvliedtlaan, waardoor men helemaal door en achter het landgoed kan.

## Geschiedenis
De geschiedenis van het landgoed gaat zo'n 300 jaar terug. Er werd toen een huis gebouwd dat vermoedelijk tegenover het nu bestaande gebouw  aan de andere kant van de provinciale weg stond. Als eerste eigenaar wordt genoemd Johan Beeldsnijder der Steenbergen (1675-1751). Het was echter Richard Andreas Ludolphi Nobel (1777-1839) die in 1824 het toenmalige huis liet afbreken en het huidige huis liet bouwen. Uiteindelijk kreeg Johan Paul graaf van Limburg Stirum (1873-1948) het in bezit. Hij was van 1916-1921 gouverneur-generaal van Nederlands-Indië. 
In 1955 is bij testament bepaald dat het landgoed beheerd zou gaan worden door een stichting. Deze moet zorgen voor de instandhouding ervan, het gebruik voor sociaal nut en besteding van de opbrengsten aan maatschappelijke doelen. Het is in gebruik als groeps- en vakantiehotel ten behoeve van chronisch zieken. 

## Het landgoed

### Hoofdgebouw
Aan de rechterzijde  na de ingang aan het begin van de door bomen omzoomde laan die naar achter door het landgoed loopt, de IJsselvliedtlaan, staat vlak aan de provinciale weg het hoofdgebouw van IJsselvliedt.
Het huis is in 1824 op deze plaats neergezet als vervanging van een huis dat waarschijnlijk ertegenover aan de andere kant van de provinciale weg stond en toen werd afgebroken. Het hoofdgebouw was oorspronkelijk blokvormig - dat deel is beschermd monument - en kreeg later aan de achterzijde uitbouwen die links en rechts uitsteken en een portiek als chique ingangspartij. Zo kreeg het de allure van een groot landhuis. De façade is symmetrisch. Deze symmetrie wordt versterkt door het plaatsen van een schoorsteen op elke hoek van het schilddak. De bakstenen gevels zijn witgepleisterd wat het gebouw een grotere uitstraling geeft.
Ook het interieur toont nog de allure die dit huis vroeger had. De verschillende bouwfasen zijn er in terug te zien, zoals schouwen in neo-Lodewijk XV- en neorenaissancevormen en een neorococoplafond.

### Koetshuis
Links van het hoofdgebouw ligt een koetshuis, dat wegens het type bijzonder is. Het heeft een rechthoekige plattegrond met links en rechts twee verschillende uitbouwen. Zelf heeft het een schilddak, de uitbouwen ieder een zadeldak. Aan de achterkant bevindt zich een stal met boxen voor een paard en ezel.

### Poortwachters- of tuinmanswoning
Aan de linkerzijde na de ingang aan het begin van de IJsselvliedtlaan, staat de poortwachters- of tuinmanswoning. Het huisje uit 1845 is een vrijstaand gebouwtje onder een rieten schilddak met dakkapellen en staat strategisch met zicht op het toegangspad naar het hoofdgebouw.
Het ontwerp van dit huisje wordt toegeschreven aan de architect Nicolaas Plomp (1782-1852), die in die tijd stadsarchitect van het nabijgelegen Kampen was. Plomp werkte voornamelijk in de bouwstijl van het classicisme en was daarin een navolger van de grondlegger daarvan, de Venetiaanse architect Andrea Palladio (1508-1570). Deze werd bekend door zijn navolging van de op de door de Griekse bouwstijl geïnspireerde Romeinse bouwkunst, met stijlkenmerken als de pilaar, een fronton en symmetrie, terug te vinden in zijn Palladiaanse villa's in Veneto, op het platteland bij Venetië.  Zijn voorbeeldboek I quattro libri dell'architettura uit 1570 inspireerde veel architecten wereldwijd.
Nicolaas Plomp verstond ook zijn vak als het op het bouwen in de gotische stijl aankwam en wist deze ook met de bouwstijl van het classicisme te combineren. Hij gaf het huis een vierkante plattegrond met een centrale middengang en een symmetrische ingangsgevel en plaatste aan de achterzijde, nu met zicht op de provinciale weg, een houten veranda rijk versierd met pilaartjes in Italiaanse loggiastijl die gekoppeld in paren staan, met spitsbogen als neogotische versiering. Dit huis staat dan ook vanwege zijn bijzondere uitvoering op de monumentenlijst.

### Het sterrenbos
Naast exploitatie werd vanaf de zeventiende eeuw een bos ook ingericht voor de jacht. Daarvoor zorgde men ervoor dat de jager in het middelpunt van lanen in een bos kon staan en zo goed zicht had op het uit de begroeiing komend wild. Het sterrenbos was geboren: het lanenpatroon waaiert vanuit dat centrale punt in het bos als en ster uiteen. Naarmate geweren en groter bereik kregen werd het bos groter. Later werd een bos echter louter gebruikt om erin te wandelen. Het bos van IJsselvliedt geeft echter nog een goede indruk van hoe een sterrenbos eruitzag. Hier komen acht lanen in een middelpunt samen die door een boom wordt aangegeven.

### Arboretum en pinetum
Ten behoeve van het opdoen van kennis voor bosbebouwing en het kweken van bomen werden in een arboretum verschillende soorten bomen en struiken geplant die voor die tijd een bijzonderheid waren. In de loop der jaren hebben veel van deze bomen en struiken een weg gevonden tot in woonwijken.
In het pinetum van IJsselvliedt vindt men coniferen (naaldzadigen). Hieronder valt ook de uit Californië afkomstige mammoetboom of Sequoiadendron Gianteum. Deze kan 100 meter hoog worden, daarmee de grootste boom ter wereld, en kan wel 3500 jaar oud worden. 

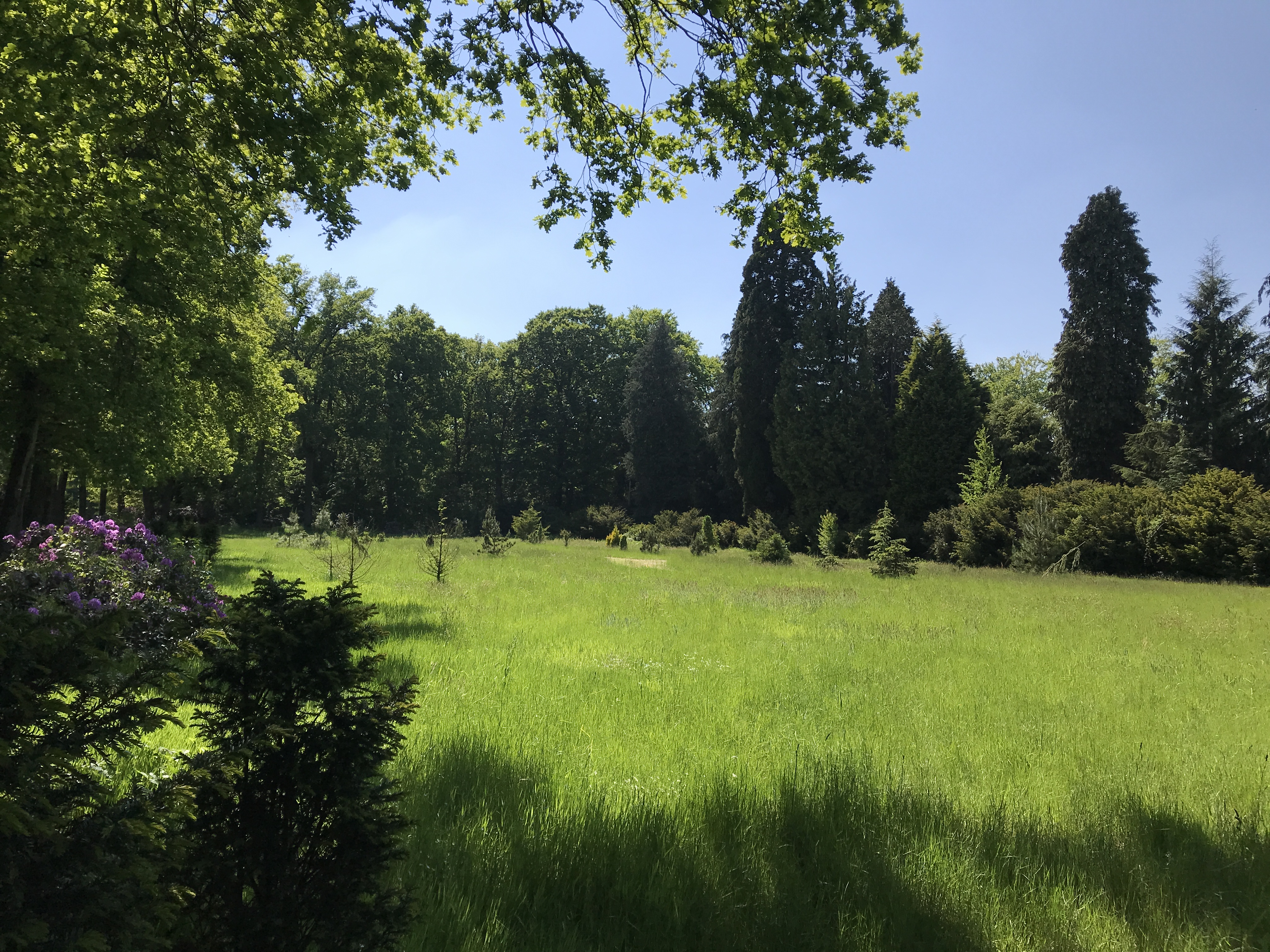
Een deel van de bos- en coniferenkwekerij Pinetum-arboretum van het landgoed IJsselvliedt.

Er is op IJsselvliedt een wandelroute van 2,3 kilometer uitgezet die is aangegeven met blauwe paaltjes en die door het arboretum en het pinetum voert.

### Duiventil
Tegenover het hoofdgebouw aan de overzijde van de provinciale weg staat in het open veld een grote duiventil. Het is een stenen rechthoekige kast op vier palen met een torentje waarin vlieggaten zitten en werd in 1824 gebouwd. Op de duiventil is het familiewapen aangebracht op een windwijzer met windvaan. Het was dan ook vroeger aan de adel en de hoge geestelijken voorbehouden om duiven te houden. Daarbij golden bepalingen zoals het bezit hebben van  een bepaalde hoeveelheid land. Duiven werden dan ook gehouden ter wille van het aanzien, voor het vlees ter afwisseling voor ingezouten vlees in de winter en voor de mest, die van de bodem van duiventil werd gehaald.
 Omdat de duiventil  van IJsselvliedt een markant herkenningspunt is is het in de oorlog gebruikt om leden van het verzet die van over de IJssel kwamen in IJsselvliedt op te vangen en daarna te helpen met hun verdere vlucht.

### Begraafplaats
Aan het eind van de IJsselvliedtlaan die door het landgoed naar achter loopt, ligt de kleine begraafplaats van IJsselvliedt. 
Bijzonder is dat boven de grafkelder van de familie Nobel een klein mausoleum staat. Meester J.P. graaf van Limburg Stirum had tijdens zijn jaren als gouverneur-generaal van Nederlands- Indië gezien dat overledenen werden bijgezet in een mausoleum.
Hij liet er een eenvoudige bouwen op IJsselvliedt en na hun overleden in 1948 en 1955 werden de graaf en gravin er daadwerkelijk bijgezet. 
De begraafplaats heeft ook enkele diergraven met grafzerken waaronder een graf voor een paard, een ezel en diverse honden.